# Hemicyclops australis
Hemicyclops australis is een eenoogkreeftjessoort uit de familie van de Clausidiidae. De wetenschappelijke naam van de soort is voor het eerst geldig gepubliceerd in 1944 door Nicholls.